# IBA公認カクテルリスト

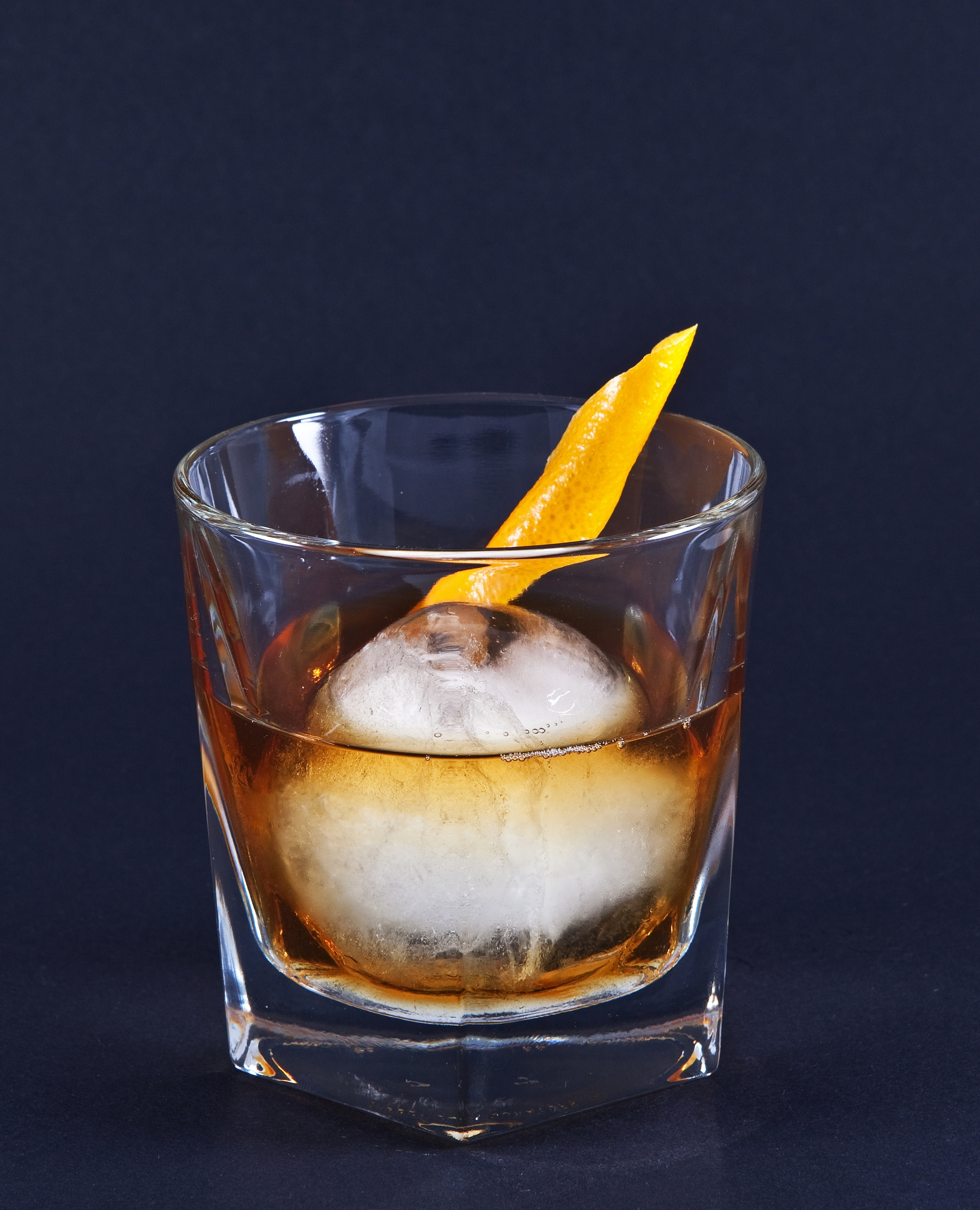
IBA公認カクテルであるオールド・ファッションド

IBA公認カクテルリスト（IBAこうにんカクテルリスト）は、国際バーテンダー協会（IBA）が毎年開催するワールド・カクテル・チャンピオンシップ（WCC） において、バーテンダーが使用するため、数多くの中から選ばれたカクテルのリストである。 
IBAのカクテルは、一般的に使用されているミリリットル（ml）ではなく、センチリットル（cl）が使用される。3 clは1米国式液量オンス （clよりも1.4％多い）とほぼ同じであり、0.5 clはおよそ1米ティースプーンである。 

## 公認カクテルリスト
IBA公認カクテルは3つのカテゴリーに分かれている。 

### 忘れられないもの（The Unforgettables）
- アレクサンダー
- アメリカーノ
- エンジェル・フェイス
- アビエーション
- ビトウィーン・ザ・シーツ
- ブールヴァルディエ
- ブランデー・クラスタ
- カジノ
- クローバー・クラブ
- ダイキリ
- ドライマティーニ
- ジン・フィズ
- ハンキー・パンキー
- ジョン・コリンズ (カクテル)
- ラスト・ワード
- マンハッタン
- マルティネス (カクテル)
- メアリー・ピックフォード
- モンキー・グランド
- ネグローニ
- オールド・ファッションド
- パラダイス
- プランターズ・パンチ（英語版）
- ポート・フリップ
- ラモス・フィズ
- リメンバー・ザ・メイン
- ラスティ・ネイル
- サゼラック
- サイドカー
- スティンガー

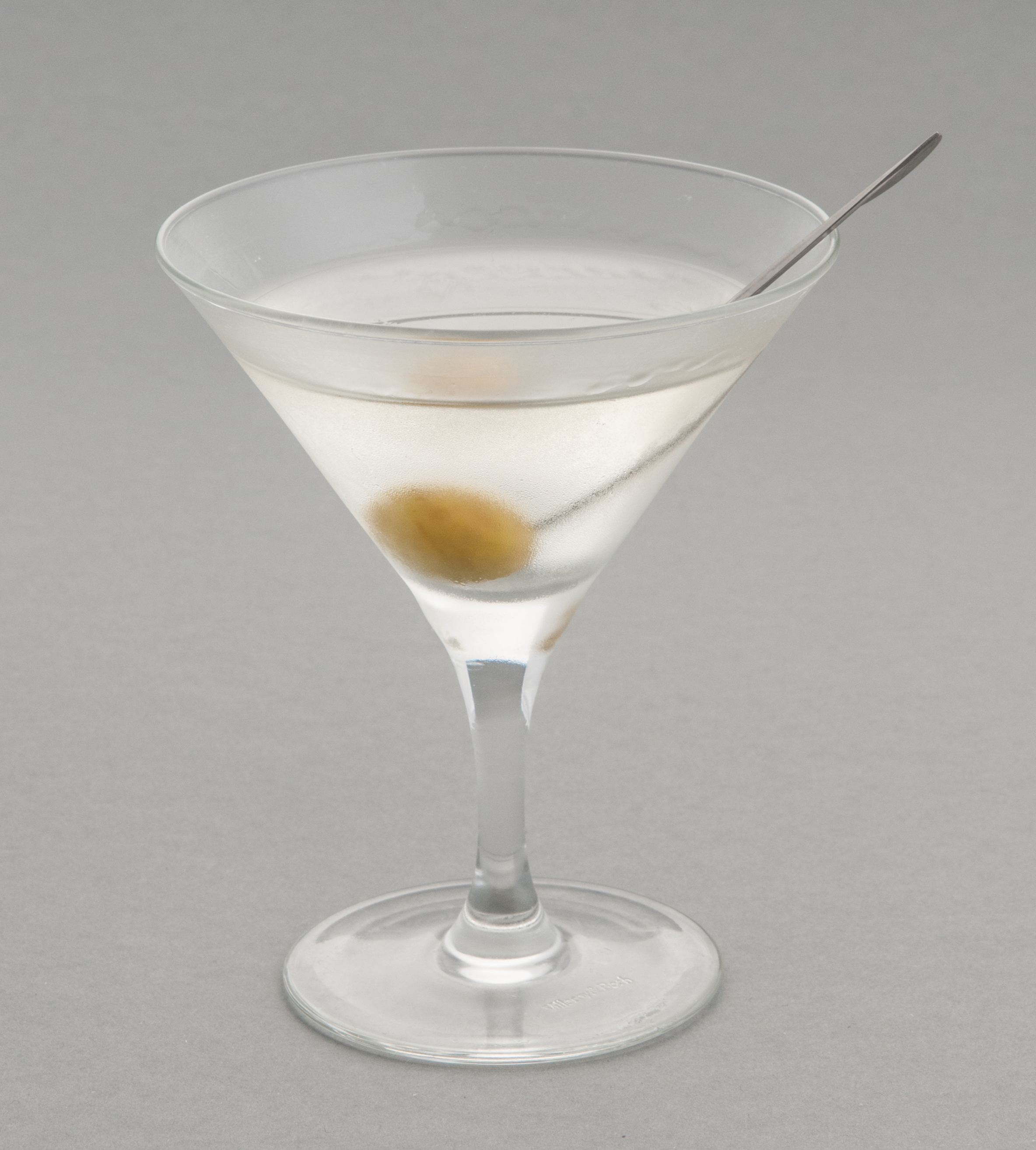
マティーニはよく知られたカクテルである。

- タキシード (カクテル)（英語版）
- ヴューカレ（英語版）
- ウイスキー・サワー
- ホワイト・レディ

### 現代の古典（Contemporary Classics）

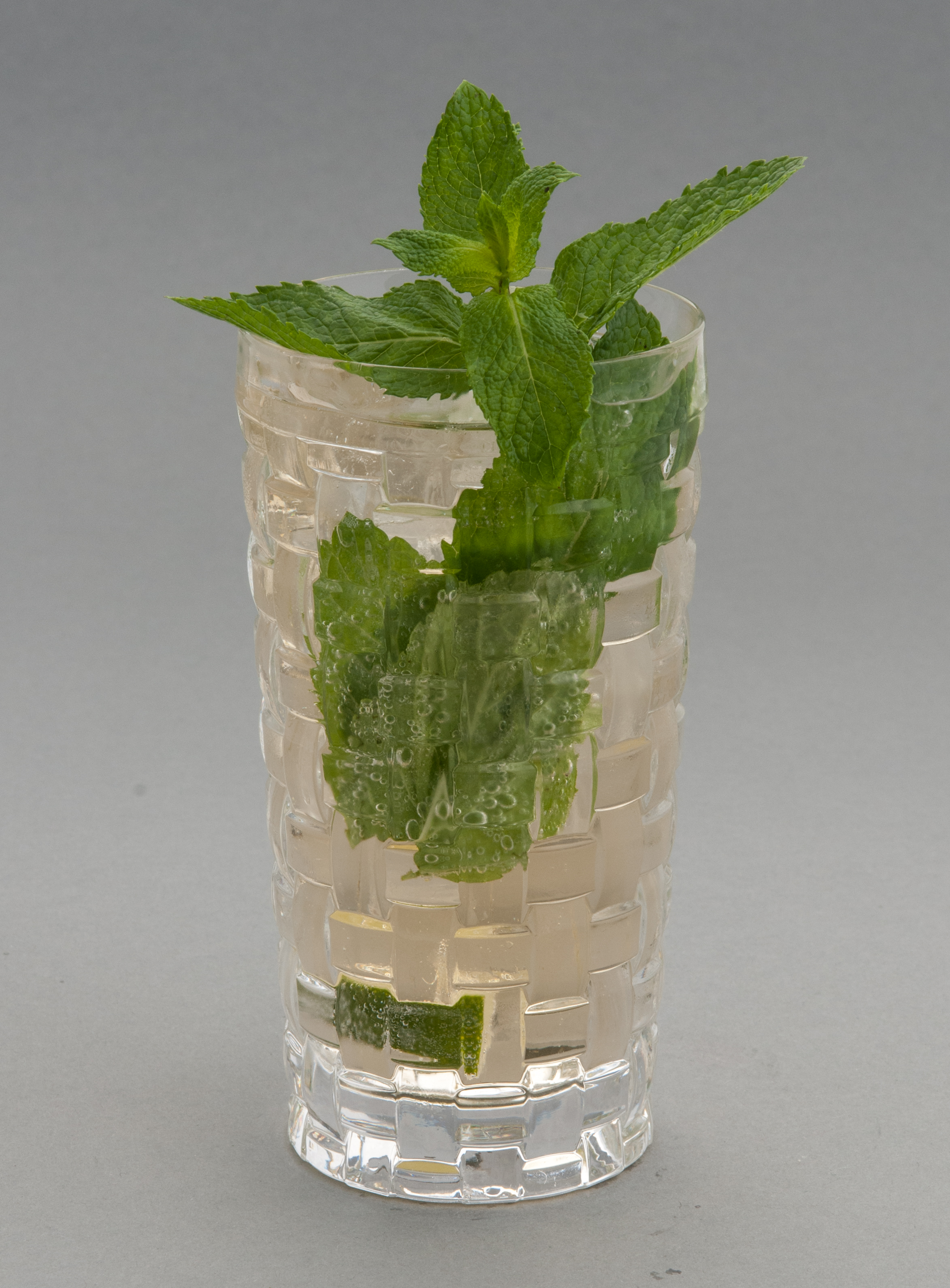
モヒート

- ベリーニ
- ブラック・ルシアン
- ブラッディ・マリー
- カイピリーニャ
- カーディナル
- シャンパン・カクテル
- コープス・リバイバー #2
- コスモポリタン
- キューバ・リブレ
- フレンチ75
- フレンチ・コネクション
- ガリバルディ
- グラスホッパー
- ヘミングウェイ・スペシャル
- ホーセズ・ネック
- アイリッシュ・コーヒー
- キール
- レモン・ドロップ・マティーニ
- ロングアイランド・アイスティー
- マイタイ
- マルガリータ
- ミモザ
- ミント・ジュレップ
- モヒート
- モスコー・ミュール
- ピニャ・コラーダ
- ピスコサワー
- ラボ・デ・ガロ
- シー・ブリーズ
- セックス・オン・ザ・ビーチ
- シンガポール・スリング
- テキーラ・サンライズ
- ヴェスパー
- ゾンビ

### 新時代の飲み物（New Era Drinks）
- ビーズ・ニーズ

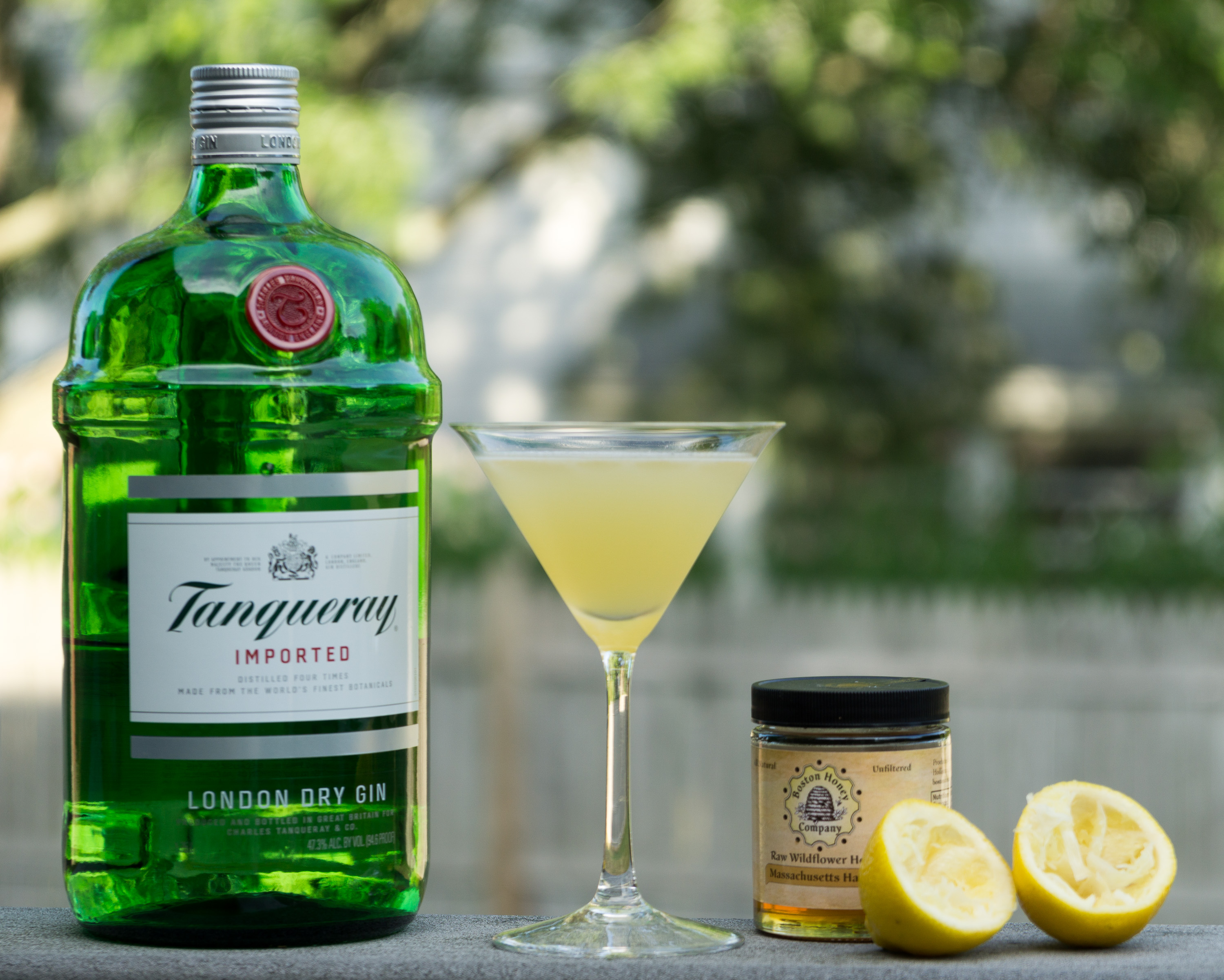
ビーズ・ニーズ

- ブランブル (カクテル)（英語版）
- カンチャンチャラ
- シャルトリューズ・スウィズル
- ダーク・アンド・ストーミー
- ドンズ・スペシャル・ダイキリ
- エスプレッソ・マティーニ
- フェルナンディート（英語版）
- ジン・バジル・スマッシュ
- グラン・マルガリータ
- IBA Tiki
- イリーガル (カクテル)（英語版）
- ジャングル・バード (カクテル)（英語版）
- ミッショナリー・ダウンフォール
- ネイキッド・アンド・フェイマス (カクテル)（英語版）
- ニューヨーク・サワー（英語版）
- オールドキューバン（英語版）
- パロマ (カクテル)（英語版）
- ペーパー・プレーン（英語版）
- ペニシリン
- ピスコパンチ（英語版）
- ポーンスター・マティーニ（英語版）
- ルシアン・スプリング・パンチ（英語版）
- シェリー・コブラー（英語版）
- サウスサイド
- スパイシー・フィフティ（英語版）
- スプリッツ
- サファリング・バスタード（英語版）
- スリー・ドッツ・アンド・ダッシュ
- ティペラリー
- トミーズ・マルガリータ
- トリニダード・サワー（英語版）
- ヴェント (カクテル)（英語版）

## 甘味料リスト
次の「甘味料」については、夕食前に提供するカクテルの場合は、2cl（0.68米国式液量オンス）までに制限されている：  。 
- ベルモット（白、赤、ロゼ）
- すべての甘いリキュールとクリーム
- クリームシェリー、マルサラ、ポートのような甘い酒精強化ワイン
- カクテルシロップ
- すべての甘いスパークリングワイン
- 甘いフルーツジュース